# Lomba de Santo
Lomba de Santo (Crioulo cabo-verdiano, ALUPEC ou ALUPEK: Lonba di Santu, Crioulo de Santo Antão: Lomba de Santo, Crioulo de São Vicente: Lomba d' Sant') é uma aldeia na norte da ilha do Santo Antão, em Cabo Verde.